# Houleye Ba
Houleye Ba (17 luglio 1992) è una velocista e mezzofondista mauritana.
Ha iniziato a praticare l'atletica leggera nel 2008. Nel 2016 ha esordito nella nazionale mauritana prendendo parte alla gara degli 800 metri piani ai Giochi olimpici di Rio de Janeiro, senza però riuscire ad approdare in semifinale. Nel 2021 è tornata a competere ai Giochi olimpici di Tokyo, ma nei 100 metri piani, dove è stata eliminata durante i turni preliminari.

## Palmarès
| Anno | Manifestazione  | Sede           | Evento      | Risultato   | Prestazione | Note                          |
| ---- | --------------- | -------------- | ----------- | ----------- | ----------- | ----------------------------- |
| 2016 | Giochi olimpici | Rio de Janeiro | 800 m piani | Batteria    | 2'43"52     | Miglior prestazione personale |
| 2021 | Giochi olimpici | Tokyo          | 100 m piani | Preliminare | 15"26       | Miglior prestazione personale |